# ویچ آو د ویو
ویچ آو د ویو (به انگلیسی: Witch of the Wave) یک کشتی است که طول آن 220 ft. LOA می‌باشد. این کشتی در سال ۱۸۵۱ ساخته شد.